# Erich Liese
Erich Liese (* 26. Dezember 1910 in Opladen; † 26. August 2010 in Leverkusen) war ein deutscher Radiologe.

## Leben
Nach seiner Approbation als Arzt im Jahre 1937 in Köln erfolgte 1939 die Promotion im Fachgebiet Radiologie. Nach Spezialisierung im Fachgebiet Radiologie wurde er Oberarzt der Universitätsklinik Köln und von 1945 bis 1964 Leiter der Röntgenabteilung der Universitätsklinik. Er erhielt dort einen Lehrauftrag für das Fach Radiologie und wurde anschließend Chefarzt des Heilig Geist-Krankenhauses Köln-Longerich. 1975 gründete er das eigene Institut für Radiologie und Nuklearmedizin – zeitgleich war er Leiter der Abteilung Röntgenologie an der Kernforschungsanlage in Jülich.
Liese war ab 1931 Mitglied der katholischen Studentenverbindung K.D.St.V. Rheinland Köln.

### Forschung
Liese war Mitbegründer des Marburger Bundes und Erster Landesvorsitzender des Marburger Bundes für Nordrhein-Westfalen. Außerdem war er Autor zahlreicher wissenschaftlicher Facharbeiten. Liese verbesserte und entwickelte radiologische Untersuchungsverfahren. Die Methode der elektromagnetischen Arretierung bei Röntgengeräten geht maßgeblich auf ihn zurück. Außerhalb der Medizin entwickelte er Verfahren zur röntgenologischen Materialprüfung von Autoreifen.

## Ehrungen
Liese wurde im September 1973 von der Stadt Opladen für seine Verdienste als Ratsherr (CDU) mit dem Ehrenring geehrt. Durch die kommunale Neugliederung wurde er Ehrenringträger der Stadt Leverkusen.

## Werke
- Über seltene Formen zystischer Entartung der Lunge im bronchographischen Bild. G. Thieme, Leipzig 1940, DNB 570841267.
- Hugo Wilhelm Knipping, Erich Liese: Bildgebung von Radioisotopenelementen im Raum bei bewegten Objekten (Herz, Lungen etc.). Westdeutscher Verlag, Opladen 1959, DNB 458762768.